# Бюр (Мёрт и Мозель)
Бюр (фр. Bures) — коммуна во французском департаменте Мёрт и Мозель региона Лотарингия. Относится к  кантону Арракур.	

## География
Бюр расположен в 29 км к востоку от Нанси. Соседние коммуны: Решикур-ла-Петит на севере, Куанкур на востоке, Парруа и Муакур на юго-востоке, Энамениль и Бозмон на юго-западе, Батлемон на западе, Арракур на северо-западе.

## История
- На территории коммуны находятся следы галло-романской культуры.
- До 1870 года Бюр входил в кантон Вик-сюр-Сей департамента Мозель. После Франкфуртского мира, когда многие коммуны кантона отошли к Германии, он вошёл во вновь образованный кантон Арракур из 8 коммун, оставшихся по договору за Францией.
- Коммуна сильно пострадала во время Первой мировой войны в 1914-1918 годы и в конце Второй мировой войны в 1944 году.

## Демография
Население коммуны на 2010 год составляло 71 человек.
| 1962 | 1968 | 1975 | 1982 | 1990 | 1999 | 2010 |
| ---- | ---- | ---- | ---- | ---- | ---- | ---- |
| 54   | 55   | 61   | 55   | 45   | 51   | 71   |